# Manastigma tegula
Manastigma tegula är en fjärilsart som beskrevs av William Chapman Hewitson 1868. Manastigma tegula ingår i släktet Manastigma och familjen juvelvingar. Inga underarter finns listade i Catalogue of Life.